# 瀬川路三郎
瀬川 路三郎（せがわ みちさぶろう、1894年2月12日 - 1968年2月23日）は、日本の俳優である。本名は岡田 茂雄（おかだ しげお）である。瀬川 路雄（せがわ みちお）とも名乗った。

## 人物・来歴
1894年（明治27年）2月12日、東京府東京市日本橋区浜町（現在の東京都中央区日本橋浜町）に「岡田茂雄」として生まれる。
旧制・深川尋常小学校（現在の江東区立深川小学校）を卒業、満16歳となる1910年（明治43年）、歌舞伎狂言の作者・四代目瀬川如犀に師事した。
京都に移り、満30歳になる1924年（大正13年）、マキノ映画製作所等持院撮影所に入社、沼田紅緑監督の『春は花遠山桜』、二川文太郎監督の『情熱の火』に出演して映画界にデビューした。同年、マキノが合併して東亜キネマになったのちに帝国キネマ演芸に移籍し、1925年（大正14年）、森本登良男監督の『荒木又右衛門』等に出演したが、同年、悪麗之助監督の『長脇差』を最後に東亜キネマに戻る。戻った第1作は同じく帝国キネマから移籍した悪麗之助監督の『追はれ行く人』であった。
1928年（昭和3年）、片岡千恵蔵がマキノ・プロダクションを独立し、片岡千恵蔵プロダクションを設立、これに参加し、伊丹万作監督の『続万花地獄 第一篇』に出演した。1937年（昭和12年）の同社の解散まで、千恵蔵映画を支えた。同年、日活京都撮影所に入社、同時期にマキノトーキー製作所を解散して入社してきたマキノ正博（のちのマキノ雅弘）の入社第1作、阪東妻三郎主演の『恋山彦 風雲の巻』、『恋山彦 怒濤の巻』、『血煙高田の馬場』と立て続けに出演した。1940年（昭和15年）、マキノ正博監督の『織田信長』を最後に東宝映画京都撮影所に移籍した。第二次世界大戦中も、山本嘉次郎監督の『ハワイ・マレー沖海戦』（1942年）、黒澤明監督のデビュー作『姿三四郎』に出演している。
戦後は新東宝に参加し、1952年（昭和27年）、中川信夫監督の『右門捕物帖 緋鹿の子異変』を皮切りに出演しているが、翌1953年（昭和28年）、池田富保監督の『鞍馬天狗と勝海舟』を最後に大映京都撮影所に移籍した。1955年（昭和30年）から1957年（昭和32年）にかけては日活、それ以降は、東映京都撮影所作品に出演した。
1968年（昭和43年）2月23日、腎不全のため死去した。満74歳没。

## おもなフィルモグラフィ
- 『春は花遠山桜』 : 監督沼田紅緑、1924年
- 『情熱の火』 : 監督二川文太郎、1924年
- 『討たるゝ者』 : 監督沼田紅緑、1924年
- 『逆流』 : 監督二川文太郎、1924年
- 『時勢は移る』 : 監督沼田紅緑、1924年
- 『荒木又右衛門』前篇・中篇・後篇 : 監督森本登良男、1925年
- 『高杉晋作』 : 監督広瀬五郎、1925年
- 関東侠客伝
  - 『関東侠客伝 剣豪無双の巻』 : 監督古海卓二、1925年 - 高萩の猪之松
  - 『関東侠客伝 剛胆不敵の巻』 : 監督山下秀一、1925年 - 火の玉慶助
  - 『関東侠客伝 白刃乱舞の巻』 : 監督森本登良夫、1925年 - 火の玉慶助
  - 『関東侠客伝 鉄火猛闘の巻』 : 監督森本登良夫、1925年 - 火の玉慶助
- 『崇禅寺馬場』前後篇 : 監督竜造寺淳平 / 山下秀一、1925年
- 『長脇差』 : 監督悪麗之助、1925年
- 『追はれ行く人』 : 監督悪麗之助、1925年
- 『義人猿飛』 : 監督丘虹二、1925年
- 『女と侠客』 : 監督松屋春翠、1925年
- 『戦魔袈裟頭巾』前篇・中篇・後篇 : 監督長尾史録、1926年
- 『阪東侠客陣』第一篇・中篇・最終篇 : 監督仁科熊彦、1928年
- 万花地獄
  - 『続万花地獄 第一篇』 : 演出指導伊藤大輔、監督伊丹万作、1928年
  - 『続万花地獄 第二篇』 : 監督稲垣浩、1928年
  - 『続万花地獄 完結篇』 : 監督稲垣浩・曽我正史、1928年
- 『ごろん棒時代』 : 監督振津嵐峡、1928年
- 『花火』 : 監督伊丹万作、1931年
- 『殉教血史 日本二十六聖人』 : 監督池田富保、1931年
- 『風流活人剣』 : 監督山中貞雄、1934年
- 『雁太郎街道』 : 監督山中貞雄、1934年
- 『赤西蠣太』 : 監督伊丹万作、1936年
- 『浅野内匠頭』 : 監督藤田潤一、1937年
- 『松五郎乱れ星』 : 監督衣笠十四三、1937年
- 恋山彦
  - 『恋山彦 風雲の巻』 : 監督マキノ正博、1937年
  - 『恋山彦 怒濤の巻』 : 監督マキノ正博、1937年
- 『血煙高田の馬場』 : 監督マキノ正博、1937年
- 『弥次㐂夛道中記』 : 監督マキノ正博、1938年
- 『織田信長』 : 監督マキノ正博、1940年
- 『續清水港』 : 監督マキノ正博、1940年
- 『阿波の踊子』 : 監督マキノ正博、1941年
- 『ハワイ・マレー沖海戦』 : 監督山本嘉次郎、1942年 - 末永砲術長[5]
- 『姿三四郎』 : 監督黒澤明、1943年
- 『右門捕物帖 緋鹿の子異変』 : 監督中川信夫、1952年
- 『白鳥の騎士』 : 監督組田彰造、1953年
- 『戦艦大和』 : 監督阿部豊、1953年
- 『鞍馬天狗と勝海舟』 : 監督池田富保、1953年
- 『赤穂義士』 : 監督荒井良平、1954年
- あんみつ姫
  - 『あんみつ姫・甘辛城の巻』 : 監督仲木繁夫、1954年
  - 『あんみつ姫・妖術競べの巻』 : 監督仲木繁夫、1954年
- 『地底の歌』 : 監督野口博志、1956年
- 『壮烈新選組 幕末の動乱』監督佐々木康、1960年
- 『瞼の母』 : 監督加藤泰、1962年
- 『源氏九郎颯爽記 秘剣揚羽の蝶』 : 監督伊藤大輔、1962年
- 『壁の中の美女』 : 監督大西秀明、1962年
- 『あべこべ道中』 : 監督河野寿一、1962年
- 『男度胸のあやめ笠』 : 監督佐々木康、1962年
- 『この首一万石』 : 監督伊藤大輔、1963年
- 『狐雁一刀流』 : 監督松村昌治、1963年
- 『江戸忍法帖 七つの影』 : 監督倉田準二、1963年

## 註
1. 1 2 3 4 5 6 7 8 9  『無声映画俳優名鑑』、無声映画鑑賞会編、マツダ映画社監修、アーバン・コネクションズ、2005年、p.149。
2. 1 2 3 4 5 6 7  『CD-人物レファレンス事典 日本編』、「瀬川路三郎」の項、日外アソシエーツ、2004年。
3. 1 2  #外部リンク、「瀬川路三郎」、キネマ旬報、2009年11月10日閲覧。
4. 1 2 3 4 5 6 7 8 9 10  #外部リンク、「瀬川路三郎」、日本映画データベース、2009年11月10日閲覧。
5. ↑  東宝特撮映画全史 1983, p. 535, 「主要特撮作品配役リスト」